# Martyrium des Hl. Matthäus
Das Martyrium des Hl. Matthäus ist ein Gemälde Michelangelo Merisi da Caravaggios. Es entstand 1599 in der Stilepoche des Frühbarock als kirchliche Auftragsarbeit und befindet sich bis heute in der Contarelli-Kapelle der Kirche San Luigi dei Francesi in Rom, für die es geschaffen wurde. Es zeigt, wie der Evangelist Matthäus das Martyrium erleidet und in einer Kirche erschlagen wird.

## Entstehung
Durch Vermittlung entweder seines Gönners, des Kardinals Francesco Maria Bourbon Del Monte, oder seines Freundes Giovan Battista Marino erhielt Caravaggio Ende Juli 1599 von den Rektoren der Kirche San Luigi dei Francesi den Auftrag, drei großformatige Gemälde für die dortige Begräbniskapelle des französischen Kardinals Mathieu Cointrel (1519–1585, italienisch Contarelli) zu erstellen. Ihre Ausschmückung hatte dieser bereits 1565 geplant. Für 500 Scudi willigte Caravaggio ein, die drei großformatigen Gemälde zum Thema des Hl. Matthäus bis Jahresende fertigzustellen, denn zum Heiligen Jahr 1600 sollte die Kapelle fertig sein. Es war für den 28-jährigen Maler der erste Auftrag für Bilder, die in einer Kirche öffentlich gezeigt werden sollten. Bis dahin hatte er noch nie in so großem Format, mit so vielen Figuren und in so kurzer Zeit arbeiten müssen.
Das Martyrium malte Caravaggio vor der gegenüberhängenden Berufung des Hl. Matthäus. Röntgenuntersuchungen zeigen, dass er ein erstes, deutlich unterschiedliches Bild zum Thema übermalt hatte. Darin waren die Figuren deutlich kleiner, die Architekturkulisse im Hintergrund deutlicher erkennbar. Die Übermalung lässt den Schluss zu, dass er ohne genauere Skizzen arbeitete und seine Bildkompositionen direkt auf der Leinwand entwarf.

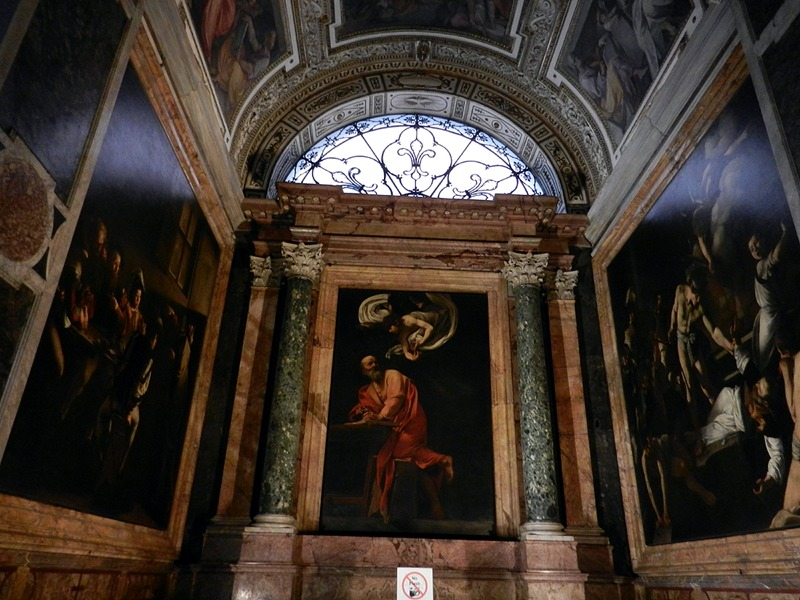
Das Gemälde in der Cappella Contarelli, im Zusammenhang mit den anderen beiden: links die Berufung, in der Mitte der schreibende Evangelist mit dem Engel und rechts das Martyrium.

## Beschreibung
Im Mittelpunkt des Gemäldes sieht man einen Mann, nur mit Lendentuch und Kopfbinde bekleidet, der sich, ein Schwert in der Hand, mit hassverzerrtem Gesicht über den am Boden liegenden Heiligen beugt. Dieser, durch sein Gewand als Priester erkennbar, ist bereits an der Brust verwundet. Er hebt seine Hand, die der halbnackte Mörder ergreift, um ihm den Todesstoß zu versetzen. Von oben wird Matthäus von einem Engel auf einer Wolke die Märtyrerpalme gereicht. Die Körperhaltung des Engels ist so verdreht, dass kein Modell sie hätte einnehmen können. Rechts darunter flieht ein Ministrant mit vor Schreck geöffnetem Mund. Im Vordergrund sitzen zwei ebenfalls halbnackte Männer am Rande eines Beckens – anscheinend Katechumenen, die darauf warten, getauft zu werden. Am linken Bildrand sind sechs Soldaten im Gewand des 16. Jahrhunderts zu sehen, darunter einer, der sein Schwert wieder einsteckt. Ein anderer hebt abwehrend die Hand und weicht nach hinten zurück, ein Bärtiger mit bedauerndem Gesichtsausdruck wird für ein Selbstporträt Caravaggios gehalten. Der Hintergrund zeigt einen Altar mit einer brennenden Kerze.

## Sujet
Die Legende vom Martyrium des hl. Matthäus wird in den Acta Sanctorum erzählt. Danach soll der Heilige auf seiner Missionsreise nach Äthiopien gelangt sein, wo er König Egippus und dessen Tochter Iphigenia bekehrte, die Ehelosigkeit gelobt habe. Nach dem Tod des Königs habe dessen Nachfolger Hirtacus Iphigenia heiraten wollen. Matthäus habe daraufhin bei einer Messfeier gegen dieses Vorhaben gepredigt, woraufhin Hirtacus Soldaten in die Kirche gesandt haben soll, die den Heiligen am Altar erschlugen. Dieses Sujet hatte kurz vorher Girolamo Muziano in einer Seitenkapelle der Kirche Santa Maria in Aracoeli ausgemalt.

## Darstellungsweise
Das Bild ist in dem für Caravaggio typischen Tenebrismus gehalten. Hell im Mittelpunkt steht die halbnackte Gestalt des Mörders, die ebenso wie die Täuflinge, das weiße Gewand des Heiligen und des Ministranten sowie teilweise die Gesichter der Umstehenden in einem starken Kontrast aus dem dunklen Hintergrund hervorleuchten. Dessen Details sind kaum bzw. gar nicht erkennbar. Im Mittelpunkt stehen Matthäus und sein Mörder, alle übrigen Figuren sowie die Wolke, auf der der Engel liegt, stellen die Rahmung dar. Das Schwert des Mörders und der Palmzweig bilden eine Parallele – ein Hinweis auf die ewige Seligkeit, die dem Opfer als Belohnung winkt. Die Linie, die das Schwert bildet, berührt sich mit der des Schwertes, das einer der Soldaten zurück in die Scheide steckt. Die Bildkomposition ist angelehnt an das (heute verlorene) Gemälde Tizians aus dem Jahr 1530, den Tod des Petrus Martyr: Auch hier flieht ein Begleiter mit weit geöffnetem Mund, auch hier erhebt der Mörder über dem bereits am Boden liegenden Opfer sein Schwert, auch hier schweben Engel über der Szene.

## Deutung

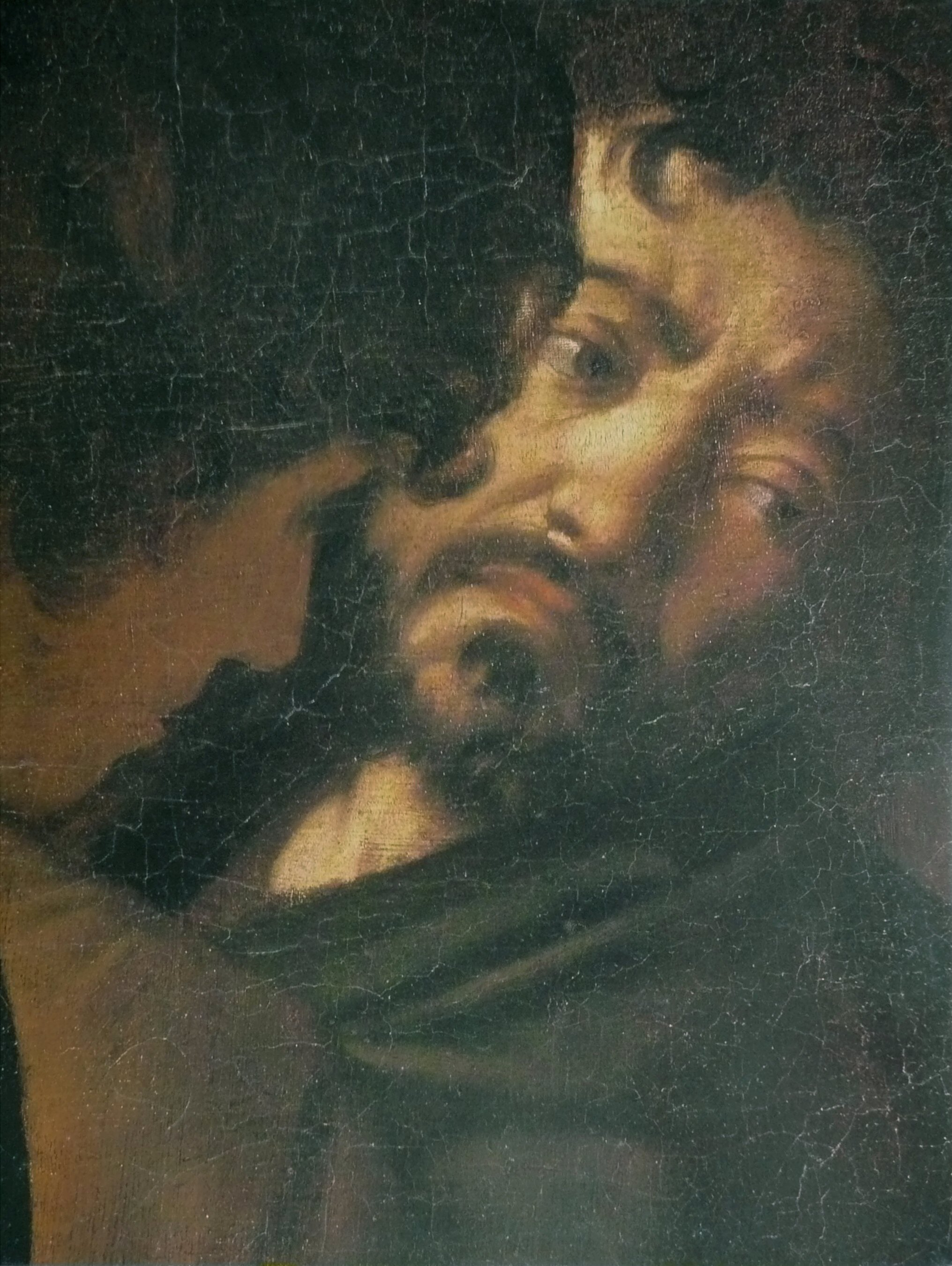
Caravaggios Selbstporträt innerhalb des Gemäldes

Das Gemälde wirft verschiedene Fragen auf. Sind die Soldaten am linken Bildrand nur entsetzte Zuschauer, wie die Kunsthistorikerin Rosella Vodret meint, oder sind sie gekommen, um den Heiligen zu ermorden, wie Rudolf Preimesberger glaubt? Dass Caravaggio sein Selbstporträt ausgerechnet in diese Gruppe positioniert und nicht in der Gruppe der Täuflinge, wird als „ironische Selbstbezichtigung“ interpretiert, ein „‚Mitläufer‘ im klassischen Sinn“ zu sein.
Warum das Sakrament, bei dessen Vollzug der Heilige erschlagen worden sein soll, von der Heiligen Messe auf die Taufe verschoben wurde, die in der Erstfassung noch keine Rolle spielte, ist gleichfalls unklar. Die Kunsthistorikerin Valeska v. Rosen vermutet hier einen Einfluss der Rektoren der Kirche, denn tatsächlich fanden während des Heiligen Jahres Erwachsenentaufen von Juden und Muslimen in San Luigi dei Francesi statt. Warum aber der Mörder seiner unvollständigen Bekleidung nach unter die Täuflinge und nicht unter die Soldaten gerechnet wurde, lässt sich dadurch nicht erklären. Woher nahm der Halbnackte sein Schwert? Wehrte er sich gegen eine Zwangstaufe? Der erste Hieb, der den Heiligen zu Boden stürzen ließ, scheint von dem Soldaten mit Federbusch am Hut gekommen zu sein, der mit gelassener Miene am linken Bildrand steht. Dass der Halbnackte ein Täufling ist, der dem bereits tödlich verwundeten Heiligen zu Hilfe kommt, wie vermutet wurde, erscheint durch seine aggressive Mimik und Körpersprache unplausibel. Diese Unklarheit in der Handlungsstringenz des Gemäldes muss umso mehr verwundern, als narrative Klarheit, „perspicuitas“, ein hohes Ideal der Renaissancemalerei war, an deren Vertreter Tizian sich Caravaggio in der Bildkomposition ja anlehnte. Von Rosen vermutet daher, er habe in diesem Bild ganz bewusst gegen diese Norm verstoßen und dieses Vorgehen dem entsprechend vorgebildeten Betrachter auch deutlich gemacht.

## Rezeption
Das Martyrium des Hl. Matthäus und die beiden anderen Gemälde der Contarelli-Kapelle erregten bei ihrer Enthüllung großes Aufsehen und trugen dazu bei, dass Caravaggio bis zu seiner Flucht aus Rom sechs Jahre später zahlreiche lukrative Aufträge erhielt. Giovanni Pietro Bellori (1613–1696) allerdings kritisierte das Gemälde; namentlich die verhaltene Gestik der Zuschauer erschienen ihm dem heiligen Geschehen eines Martyriums „nicht angemessen“ zu sein.